# Antersberg (Tuntenhausen)
Antersberg ist ein Ortsteil der Gemeinde Tuntenhausen im oberbayerischen Landkreis Rosenheim. Der Ort liegt nordwestlich des Kernortes Tuntenhausen. Die St 2089 verläuft westlich, östlich fließt die Moosach. Östlich des Ortskerns befindet sich das Segelfluggelände Antersberg.

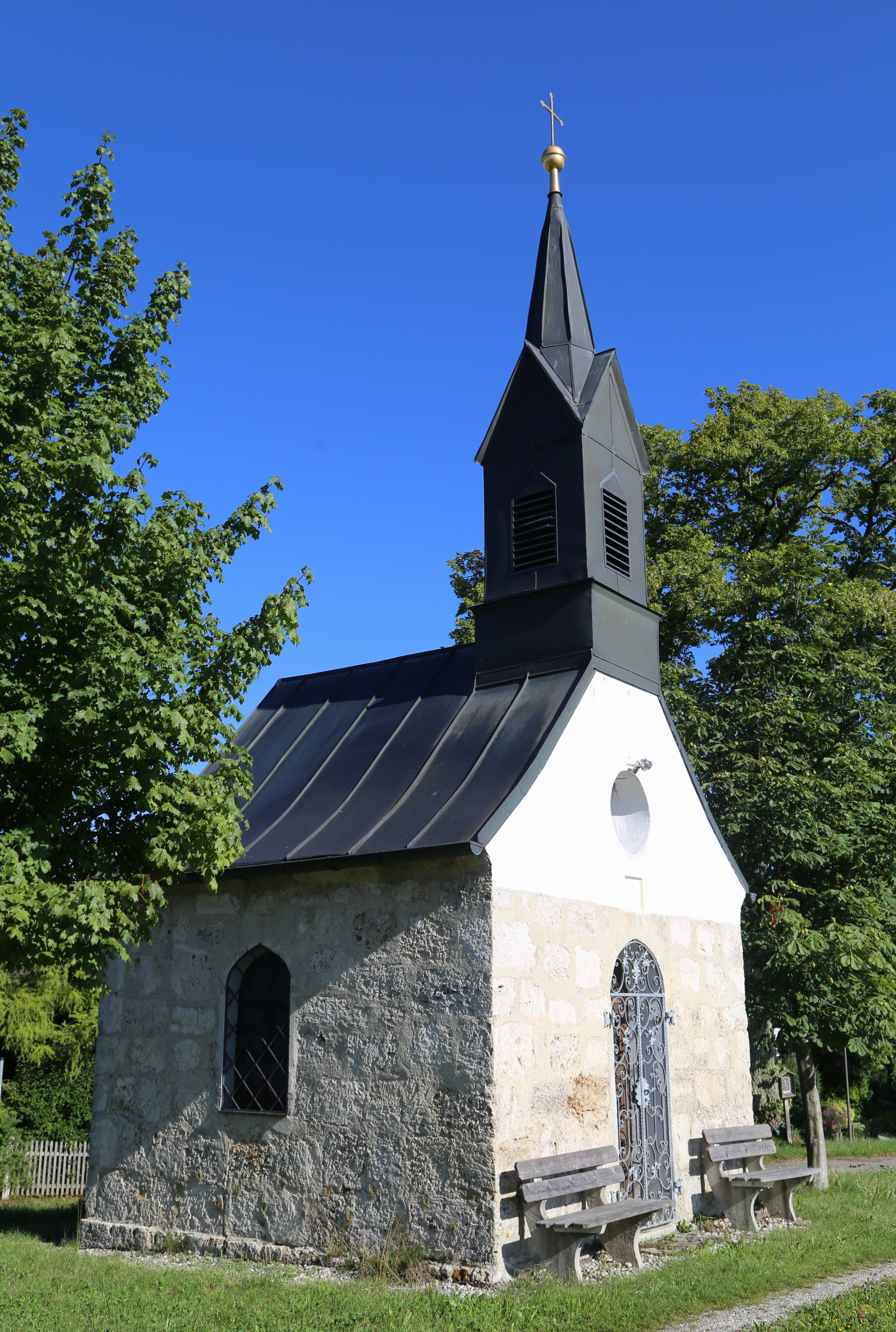
Die Kapelle in Antersberg (2017)

## Sehenswürdigkeiten
In der Liste der Baudenkmäler in Tuntenhausen ist für Antersberg ein Baudenkmal aufgeführt:
Die Kapelle (Antersberg 8) ist ein unverputzter Tuffquaderbau mit Dachreiter, bezeichnet 1884.